# Hezār Kānīān
Hezār Kānīān (persiska: هزار كانيان) är en ort i Iran.   Den ligger i provinsen Kurdistan, i den nordvästra delen av landet, 400 km väster om huvudstaden Teheran. Hezār Kānīān ligger 1 904 meter över havet och antalet invånare är 511.
Terrängen runt Hezār Kānīān är huvudsakligen kuperad, men den allra närmaste omgivningen är platt. Hezār Kānīān ligger nere i en dal.Runt Hezār Kānīān är det ganska glesbefolkat, med 28 invånare per kvadratkilometer. Närmaste större samhälle är Golāneh, 16,9 km öster om Hezār Kānīān. Trakten runt Hezār Kānīān består i huvudsak av gräsmarker.